# 中郡
中郡（日语：／ Naka gun */?）是日本神奈川縣的一郡。
現轄有以下2町。
- 大磯町
- 二宮町

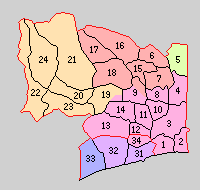
1.平塚町 2.須馬村 3.大野村 4.神田村 5.相川村 6.成瀨村 7.大田村 8.城島村 9.岡崎村 10.豐田村 11.金田村 12.小中村 13.土澤村 14.金目村 15.伊勢原町 16.高部屋村 17.大山町 18.比比多村 19.大根村 20.秦野町 21.東秦野村 22.西秦野村 23.南秦野村 24.北秦野村 31.大磯町 32.國府村 33.吾妻村 34.山背村（紅：平塚市 紫：大磯町 橙：伊勢原市 黃：秦野市 綠：厚木市 藍：沒有合併）

面積26.31km2；截止2007年9月1日，郡域內總人口有（推計人口）62,497人。